# 笑忘書 (小說)
《笑忘書》 (捷克語：Kniha smíchu a zapomnění)是捷克裔法國作家米蘭·昆德拉所著的一部小說。它由七個敘事篇章所組成，是一部關於笑、關於遺忘、關於布拉格也關於天使們的小說。書中描述當年在蘇聯控制之下捷克人民的生活樣貌，政治上的對立、騎牆派等紛爭。書中具備某些魔幻寫實主義的元素。